# Sebastianus (generaal)
Sebastianus (gestorven vóór 445 of in 450) was een generaal van het West-Romeinse Rijk. Omstreeks 432 was hij enige tijd opperbevelhebber van het Romeinse leger.

## Geschiedenis
Sebastianus was afkomstig uit de provincie Africa, waar hij als officier in het leger diende. In 420 trouwde hij met de dochter van Bonifatius, de militaire gouverneur van Africa en trad toe tot diens staf als adviseur.
In het kielzog van Bonifatius vertrok hij naar Italië, waar zijn schoonvader in 432 door keizerin Galla Placidia tot opperbevelhebber en patriciër benoemd werd. Met de verheffing van Bonifatius raakte een andere invloedrijke generaal, Aëtius, die functie kwijt en werd op een zijspoor gezet. Aetius kwam in opstand waarmee een burgeroorlog uitbrak die gewonnen werd door Bonifatius. Bonifatius raakte echter ernstig gewond tijdens de slag en stierf enkele maanden later aan de opgelopen verwondingen.
Sebastianus volgde hem op als opperbevelhebber van het Romeinse leger. Ondertussen vluchtte Aetius eerst naar zijn landgoederen, vervolgens naar Rome en bereikte via Dalmatia en Pannonië de Hunnen, waarmee hij vriendschappelijke betrekkingen onderhield. De Hunnen voorzagen Aetius van een groot leger, waarmee Aetius in 433 Italië binnentrok. Al snel was duidelijk wie de strijd zou gaan winnen. Galla Placidia sloot vrede met Aetius en Sebastianus werd afgezet als bevelhebber. Sebastianus vluchtte naar Constantinopel, op zoek naar steun aan het oostelijke hof. Hier kreeg hij de steun van enkel invloedrijke leden.
Prosper schrijft dat Sebastianus ten tijde de Vandaalse oorlog van 439-442 vanuit Spanje met een vloot een aanval op de Vandalen uitvoerde. Sebastianus oppereerde die keer mogelijk in opdracht van Theodosius.
In 444 moest Sebastianus als gevolg van enkele complotten, het oostelijke hof ontvluchten. Ditmaal reisde hij af naar het Visigotische hof van Theodorik in Toulouse, een tegenstander van Aetius. Van daaruit ging hij naar Barcelona. Nadat hij door zijn rivaal Aetius tot staatsvijand was verklaard, besloot hij naar Afrika te trekken, waar de Vandalen het voor het zeggen hadden. Aan het hof van de Vandaalse koning Geiserik verbleef Sebastianus aanvankelijk als adviseur, maar werd later door deze ter dood gebracht (450).